# Stig Husted-Andersen
Stig Husted-Andersen (født 11. juni 1944 i Veksø, død 18. marts 2008 i Nysted) var en dansk erhvervsmand og storgodsejer.
Han blev betegnet som rigmand, excentrisk og pressesky. Han drev Aalholm Automobilmuseum på Ålholm Slot ved Nysted. Ved sin død ejede han ejendomme til en værdi af ca. 700 mio. kr.
Flere af de ejendomme, han købte, blev ikke vedligeholdt ordentligt og forfaldt voldsomt under hans ejerskab og misligholdelse.

## Liv og leben

### Opvækst
Han var søn af fabrikanten og opfinderen Svend Husted-Andersen, der fik den idé at producere plastickomponenter til hospitalsudstyr og oprettede 1939 firmaet Codan Medical. Det udviklede sig til så lukrativ en forretning, at Codan Medical på et tidspunkt havde næsten halvdelen af verdensmarkedet. Codan Gruppen (ikke relateret til forsikringsselskabet af samme navn) producerer således medicinsk udstyr af plastic til hospitaler i Nordamerika og Europa. Det er fx sterile produkter som katetre, kanyler og engangssprøjter.
Stig Husted-Andersen tog studentereksamen fra Sorø Akademi og læste herefter nogle år både på jura- og arkitektstudiet uden at tage eksamen. I stedet gik han som 22-årig ind i faderens virksomhed. Efter forældrenes død i begyndelsen af 1970'erne ejede han sammen med sine fire søskende virksomheden til 1983, hvor hans bror Svend omkom ved en bilulykke med sin nye Ferrari. 

### Eneejer af Codan Medical
Kort efter broderens død købte Stig Husted-Andersen sine søskende ud af familievirksomheden for et større millionbeløb og blev dermed eneejer.
I 2011 havde Codan Medical en omsætning på 954 millioner kroner og et driftsresultat på 921 millioner kr.

### Herregårde
Husted-Andersen havde en passion for at købe herregårde og strandvejsvillaer, men da han gik mere op i erhvervelsen end i vedligeholdelsen, har hans samlermani efterladt en række misligholdte palæer langs Øresund. Han så sig selv som kulturbevarer og nævnte bl.a. kampen mod udstykning af de store grunde som sine motiver, men omverdenen så ikke hans kamp for bevaring af gamle huse som troværdig. Husene blev sjældent lejet ud og er i årenes løb gået i forfald (en undtagelse er dog det hus, han lejede ud til Klaus Riskær Pedersen). Det mest kendte eksempel er Kokkedal Slot, som Hørsholm Kommune gennem en retssag (1998 til 2003) fik tilbagekøbt, fordi Husted-Andersen ikke havde opfyldt betingelsen ved købet af slottet, om at der skulle indrettes hotel og restaurant. Andre tomme og forfaldne palæer er fx Rosenlund og Smidstrupøre i Vedbæk.
Selv om han var pressesky, var Husted-Andersen medlem af lokalkomiteen for Danmarks Naturfredningsforening i Nysted og var næstformand i brancheforeningen Danske Slotte og Herregårde.

### Død og eftermæle
Husted-Andersen døde d. 18. marts 2008 i en alder af 63 år efter længere tids sygdom.